# Långharsholmen
Långharsholmen este o arie protejată (arie specială de conservare — SAC, sit de importanță comunitară — SCI, arie de protecție specială avifaunistică — SPA) din Suedia întinsă pe o suprafață de 108 ha, integral pe uscat.

## Localizare
Centrul sitului Långharsholmen este situat la coordonatele 62°28′15″N 17°28′25″E / 62.4707°N 17.4735°E.

## Înființare
Situl Långharsholmen a fost declarat sit de importanță comunitară în decembrie 1995 pentru a proteja 22 de specii de animale. Alte tipuri de protecție:
- arie de protecție specială avifaunistică (în iulie 2000)[2]
- arie specială de conservare (în martie 2011)[1][3][4]

## Biodiversitate
Situată în ecoregiunile boreală și marină baltică, aria protejată conține 3 habitate naturale: Terase mlăștinoase și terase nisipoase neacoperite de apă la reflux, Pășuni de coastă din Baltica boreală, Pajiști fino-scandinave uscate până la mezice, bogate în specii de altitudine mică.
La baza desemnării sitului se află mai multe specii protejate de  păsări (22): rață lingurar (Anas clypeata), rață fluierătoare (Anas penelope), rață cârâitoare (Anas querquedula), Aythya marila, Branta leucopsis, erete vânăt (Circus cyaneus), șoim de iarnă (Falco columbarius), scoicar (Haematopus ostralegus), pescăruș mic (Larus minutus), prundaș de nămol (Limicola falcinellus), sitar de mal nordic (Limosa lapponica), sitar de mâl (Limosa limosa), ferestraș mic (Mergus albellus), viespar (Pernis apivorus), notatița cu ciocul subțire (Phalaropus lobatus), bătăuș (Philomachus pugnax), chiră de baltă (Sterna hirundo), Sterna paradisaea, fluierar negru (Tringa erythropus), fluierar de mlaștină (Tringa glareola), fluierar cu picioare verzi (Tringa nebularia), fluierarul cu picioare roșii (Tringa totanus).